# Bar End
Bar End – część miasta Winchester w Anglii, w hrabstwie Hampshire. Leży 6 km na wschód od centrum miasta.